# Goj
Een goj (Hebreeuws: גוי, meervoud: גויים - gojim, volk) is een niet-jood.
Gods belofte aan Abraham was hem tot leider van een grote goj te maken. Zowel in het Jiddisch als het Hebreeuws wordt goj ook gebruikt om een niet-joods persoon aan te duiden, oftewel een lid van de volkeren. Het woord heeft echter vaak wel een negatieve connotatie gericht aan niet-joodse personen.  Zo wordt een aardige buurman die op sjabbat het licht komt aandoen (orthodoxe joden mogen dit namelijk niet zelf doen, omdat dit wordt opgevat als een herscheppende bezigheid oftewel werken en dat is volgens de Thora verboden op sjabbat) een sjabbesgoj genoemd.
In de Thora wordt het joodse volk soms aangeduid met goj kadosh, heilig volk, vooral in Exodus 19:6.
De Talmoed bevat zowel positieve als negatieve opmerkingen jegens de gojim als groep. De verschillende houding kan worden begrepen tegen de achtergrond van de betrekkingen tussen joden en niet-joden en niet-joodse autoriteiten in het algemeen op dat moment en de persoonlijke situatie van degene die zijn mening geeft.
In het Frans en Engels worden niet-joden doorgaans aangeduid met het Latijnse woord gentiles.
Een goj ofwel niet-jood kan joods worden door zich te bekeren tot het jodendom. Een jood kan echter nooit een niet-jood worden: als deze het jodendom verlaat en zich tot een ander geloof bekeert, wordt deze gezien als kofer, vergelijk met het Arabisch-islamitische begrip kafir. Een niet-religieuze jood, die zich niet met een ander geloof verbonden heeft, wordt wel als jood gezien.

## Trivia
- Een Goyischer Kopf is een jood die denkt als een niet-jood.
- Vanwege de klankovereenkomst tussen goj en de streeknaam het Gooi, wordt een niet-jood in het Bargoens ook weleens Hilversummer genoemd.
- Di Gojim is een Nederlandse muziekgroep die zich richt op klezmermuziek.